# Jiroemon Kimura
Jiroemon Kimura (Kamiukawa, 19. travnja 1897. – Kyōtango, 12. lipnja 2013.), osoba iz Japana, najstariji živući muškarac od 14. travnja 2011., najstariji živući čovjek od 17. prosinca 2012. te najdugovječniji muškarac svih vremena od 28. prosinca 2012. Bio je posljednji živi muškarac rođen u 19. stoljeću.

## Životopis
Rođen je u ribarskom selu Kamiukawi kao treće od šestero djece svojih roditelja. Ima peteo živuće djece (dvoje mrtve), 14 živućih unuka (jedan mrtav), 25 praunuka i 13 prapraunuka. Radio je kao poštar. Budi se rano ujutro i čita novine. Voli razgovarati i gledati televiziju. Prema njegovim riječima, male porcije hrane ključ su dugog i zdravog života. Na svoj 114. rođendan 19. travnja 2011. preživio je potres u kojem je poginulo 3 000 ljudi. 2012. kazao je da većinu svog vremena provodi u krevetu. Preminuo je od upale pluća u 117. godini, 12. lipnja 2013.